# Homo novus (film)
Pour plus de détails, voir Fiche technique et Distribution.
Homo novus est un film letton d'Anna Viduleja adapté du roman éponyme d'Anšlavs Eglītis écrit en 1944. Le film est sorti le 26 septembre 2018. Il s'agit du deuxième film le plus regardé en Lettonie en 2018 (le premier est Hotel Transylvania).
Pour son travail sur le film, Liene Rolšteine a reçu le prix du festival Lielais Kristaps dans la nomination "Meilleur créateur de costumes". 

## Synopsis
En 1938, le pauvre artiste Juris Upenājs arrive à Riga. Dans le même temps, Eižens Žibeika rentre d'un séjour à Paris et espère recevoir l'héritage important de son oncle Kaspars Žibeika. Ce dernier, cependant, décide de faire don de tout l'héritage à un concours d'artistes, dont le lauréat aura la possibilité de recevoir une bourse pour un voyage d'études à Paris. Sous la direction du critique d'art Kurcums, Upenājs rencontre divers personnages du monde artistique, sur son parcours il connaît le succès, l'échec, le mépris et l'amour. Pendant ce temps, Eizen Žibeika perd l'argent et sa femme le quitte, mais il trouve son salut dans la peinture.

## Fiche technique
- Titre original : Homo novus
- Réalisation : Anna Viduleja
- Scénario : Anna Viduleja, d'après le roman d'Anšlavs Eglītis
- Directeur de la photographie : Jānis Eglītis
- Musique : Raimonds Pauls
- Montage : Andris Grants
- Direction artistique : Aldis Meinerts
- Costumes : Liene Rolšteine
- Société de production : Film Angels Productions
- Pays d'origine : Lettonie
- Format : couleur
- Genre : drame
- Langue : letton
- Durée : 90 minutes
- Dates de sortie : 26 septembre 2018

## Distribution
- Igors Šelegovskis : Juris Upenājs
- Kristīne Krūze : Ciemalda
- Kaspars Znotiņš : Kurcums
- Andris Keišs : Salutaurs
- Kaspars Zvīgulis : Eižens Žibeika
- Agnese Cīrule : Astrīde
- Aurēlija Anužīte-Lauciņa : Mme Daģa
- Nikolajs Korobovs : Pušmucovs
- Vilis Daudziņš : Bicēns
- Baiba Broka : Zelma
- Guna Zariņa : Margo
- Ģirts Krūmiņš : Posa
- Andrejs Žagars : Mačernieks
- Imants Strads : Knabenava
- Regīna Razuma : Mme Melmeņa
- Gundars Āboliņš : M Kviešs
- Ivars Puga : chef du département d'art
- Kaspars Kambala : San Federigo de Vaporeto
- Mārtiņš Vilsons : Ormanis
- Ģirts Ēcis : Brička
- Intars Busulis : Professionnel
- Juris Bartkevičs : Vilnis Vītulis